# Municipio de Valley (condado de Scioto)
El municipio de Valley (en inglés: Valley Township) es un municipio ubicado en el condado de Scioto en el estado estadounidense de Ohio. En el año 2010 tenía una población de 3874 habitantes y una densidad poblacional de 59,34 personas por km².

## Geografía
El municipio de Valley se encuentra ubicado en las coordenadas 38°53′56″N 82°59′32″O / 38.89889, -82.99222. Según la Oficina del Censo de los Estados Unidos, el municipio tiene una superficie total de 65.29 km², de la cual 63,96 km² corresponden a tierra firme y (2,03 %) 1,32 km² es agua.

## Demografía
Según el censo de 2010, había 3874 personas residiendo en el municipio de Valley. La densidad de población era de 59,34 hab./km². De los 3874 habitantes, el municipio de Valley estaba compuesto por el 78,08 % blancos, el 20,42 % eran afroamericanos, el 0,21 % eran amerindios, el 0,08 % eran asiáticos, el 0,08 % eran de otras razas y el 1,14 % eran de una mezcla de razas. Del total de la población el 0,85 % eran hispanos o latinos de cualquier raza.